# Metropolia Windhuk
Metropolia Windhuk – jedyna metropolia kościoła rzymskokatolickiego w Namibii. Została ustanowiona 14 marca 1994.

## Diecezje
- Archidiecezja Windhuk
  - Diecezja Keetmanshoop
  - Wikariat apostolski Rundu

## Metropolici
- Bonifatius Haushiku (1994-2002)
- Liborius Ndumbukuti Nashenda (od 2004)